# Maccabi Tel Aviv FC
Maccabi Tel Aviv FC (hebreiska: מכבי תל-אביב) är en israelisk proffsfotbollsklubb och den mest framgångsrika i landet. Maccabi Tel Aviv har vunnit 21 ligatitlar, 23 nationella cuper, asiatiska cupen 2 gånger och Toto-Cup 4 gånger. Sju gånger har klubben vunnit både ligan och cupen i samma år, och en gång (2014/2015) har klubben vunnit de alla (Treble: ligan och cupen och Toto-Cup) i samma år.
2005/2005 deltog Maccabi Tel Aviv i Uefa Champions League. De blev det andra israeliska laget att kvalificera sig efter att Maccabi Haifa lyckats 2002/2003. Maccabi Tel Aviv tog sig dock inte genom gruppspelet efter att ha spelat mot bland annat Bayern München, Juventus och Ajax.
Svensken Rade Prica spelade i klubben 2013-2015.

## Historia
1906 grundades Maccabi Tel Aviv FC som då hade namnet Maccabi HaRishon LeZiyyon - Yafo.

## Placering senaste säsonger
| Säsong  | Nivå | Liga        | Placering | Referens |
| ------- | ---- | ----------- | --------- | -------- |
| 2011/12 | 1    | Ligat ha'Al | 6         | [ 1 ]    |
| 2012/13 | 1    | Ligat ha'Al | 1         | [ 2 ]    |
| 2013/14 | 1    | Ligat ha'Al | 1         | [ 3 ]    |
| 2014/15 | 1    | Ligat ha'Al | 1         | [ 4 ]    |
| 2015/16 | 1    | Ligat ha'Al | 2         | [ 5 ]    |
| 2016/17 | 1    | Ligat ha'Al | 2         | [ 6 ]    |
| 2017/18 | 1    | Ligat ha'Al | 2         | [ 7 ]    |
| 2018/19 | 1    | Ligat ha'Al | 1         | [ 8 ]    |
| 2019/20 | 1    | Ligat ha'Al | 1         | [ 9 ]    |
| 2020/21 | 1    | Ligat ha'Al | 2         | [ 10 ]   |
| 2021/22 | 1    | Ligat ha'Al | 3         | [ 11 ]   |
| 2022/23 | 1    | Ligat ha'Al | 3         | [ 12 ]   |
| 2023/24 | 1    | Ligat ha'Al | 1         | [ 13 ]   |
| 2024/25 | 1    | Ligat ha'Al | 1         | [ 14 ]   |

## Arena
Maccabi Tel Aviv FC spelar på Bloomfield Stadium i Tel Aviv i Israel. Här finns plats till över 18000 åskådare. Från 2016 och flera år framöver kommer Bloomfield att genomgå renovering och utbyggnad, under byggperioden spelar Maccabi Tel Aviv FC på arenan Netanya.

## Legendariska spelare
- Tal Ben Haim
- Eyal Berkovic
- Gadi Brumer
- Avi Cohen
- Eli Driks
- Eli Fux
- Bonni Ginzburg
- Yeshayau Glazer
- Moti Ivanir
- Nir Klinger
- Rafi Levi
- Haim Levin
- Avi Nimni
- Vicki Peretz
- Amir Shelach
- Giora Shpigel
- Benni Tabak